# 八木美香
八木 美香（やぎ みか、1966年9月6日 - ）は、日本のフリーアナウンサー。元女優。
大阪府豊中市出身。帝塚山学院大学卒業。および1983年に文学座附属演劇研究所を、1990年に円・演劇研究所専攻課を卒業。2000年代前期にはイーグル・ベイに所属していた。
結婚後、一男二女の母となる。その後は夫の出身地である山梨県を第2の故郷とし、同県のPR業務に携わっている。

## 出演

### テレビドラマ
- 男と女のミステリー 見えない絆 1 （1988年、フジテレビ）
- 土曜ワイド劇場 弁護士・今田一平 4 （1988年、朝日放送）
- ドラマ23 下町の空は茜色（1988年、TBS）
- 花王ファミリー劇場 森田芳光ドラマ 今夜だけのお遊び（1990年、関西テレビ）
- 徳川無頼帳 第3話（1992年、テレビ東京）

### 映画
- その男、凶暴につき（1989年、松竹富士）
- バカヤロー!3 へんな奴ら（1990年、松竹）
- はるか、ノスタルジィ（1993年、東映）

### テレビ番組
- TVグラフィックおしゃべりトマト（1993年、テレビ神奈川） - リポーター
- ザ・フレッシュ! （1995年、TBS）
- よこはまTV （1995年・1998年、テレビ神奈川）
- Zoom-upカンパニー（1996年、テレビ大阪）
- ラブリークッキング（1998年、TOKYO MX）
- NHKプレマップ（2000年、NHK） - ナレーター
- TVあっぷる（2000年、テレビ東京）
- 相模原スポーツ（2001年、J-COM） - ナレーター
- カラオケトライアル（2002年、千葉テレビ）

### ラジオ番組
- いまに哲夫のグッドモーニングニッポン（1994年、ニッポン放送）
- 天才テリーの芸能ダマスカス（1995年、ニッポン放送） - リポーター
- 渡辺正行の大胆！ヒルマーノ（1996年、TBSラジオ）